# Burgilis grandis
Burgilis grandis är en insektsart som beskrevs av Rehn, J.A.G. 1913. Burgilis grandis ingår i släktet Burgilis och familjen vårtbitare. Inga underarter finns listade i Catalogue of Life.